# ナンカイサザエ
ナンカイサザエ（南海栄螺、学名: Turbo cornutus）は、腹足綱古腹足目リュウテン科（別名：リュウテンサザエ科、サザエ科）に分類される巻貝の一種である。
1995年、サザエとは別種とされ、学名T. chinensisが与えられたが、2017年、福田宏は、ライトフットがサザエの学名としてTurbo cornutusと命名したのは、ナンカイサザエのことであり、T. chinensisは新参異名であると発表した。

## 解説
殻の最大規模は75 mmまでになる。

## 分布
中国大陸沿岸と台湾の一部に分布する。

## 画像

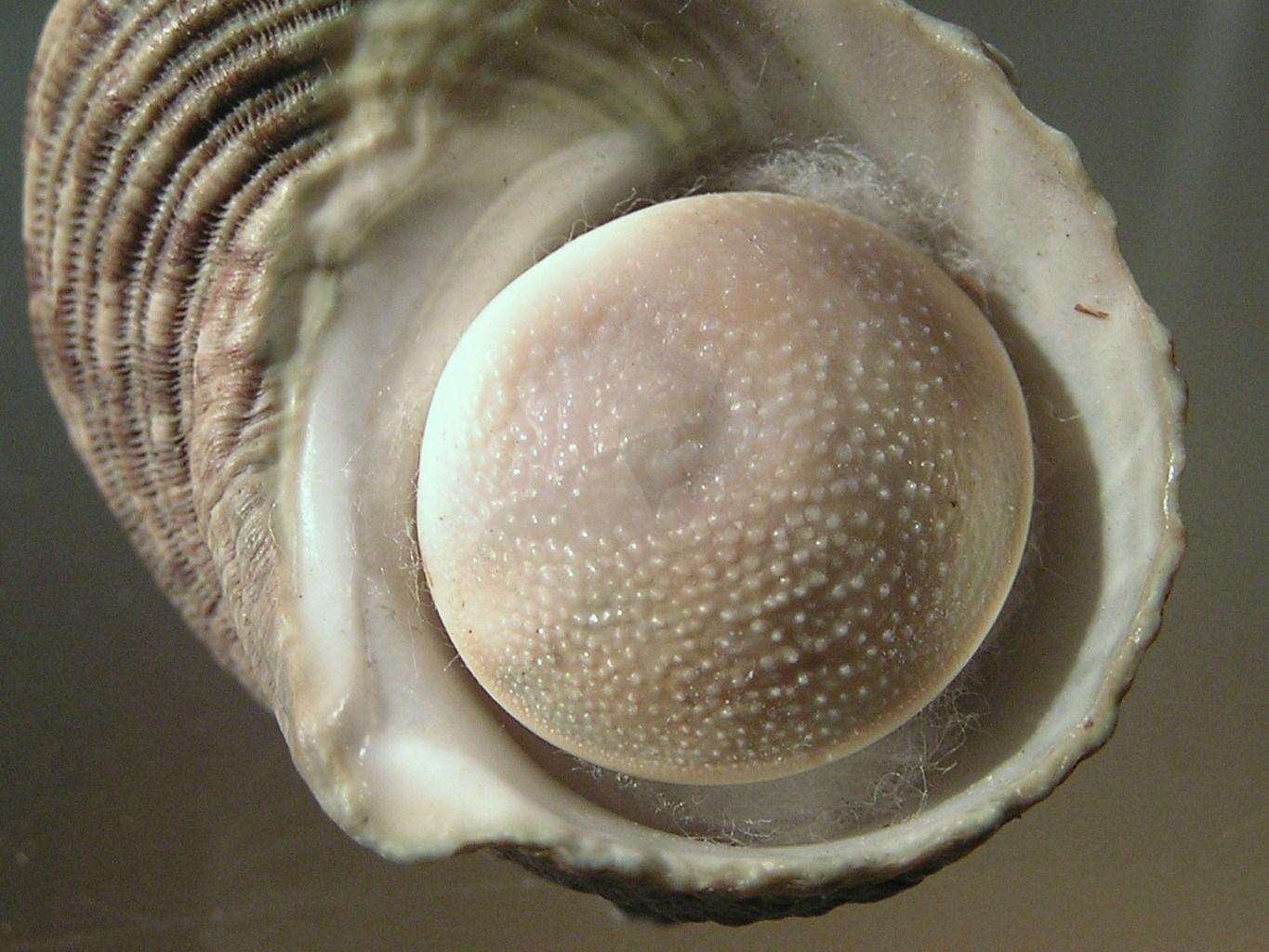
殻口（英語版）と蓋（英語版）
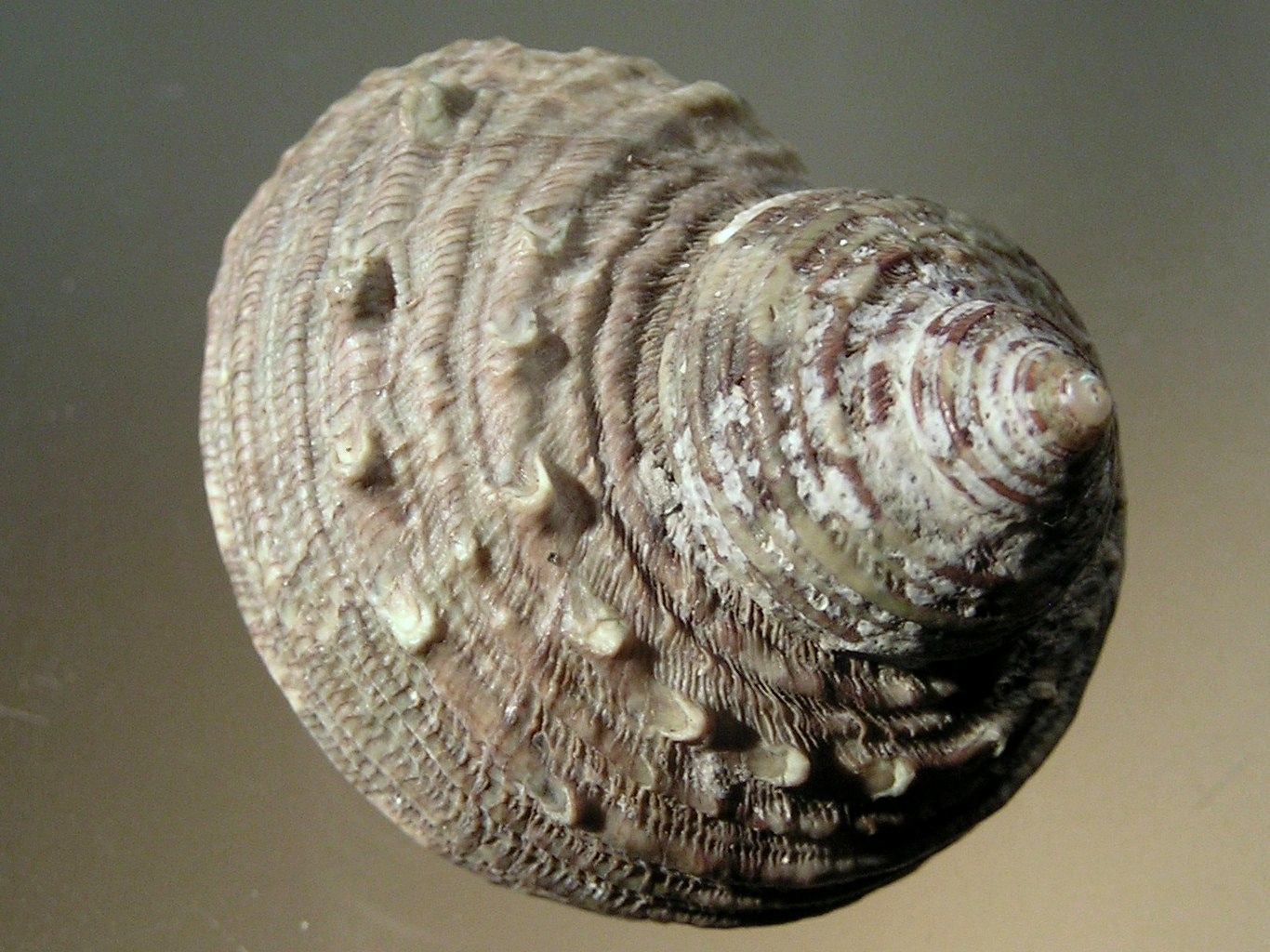
上方視点
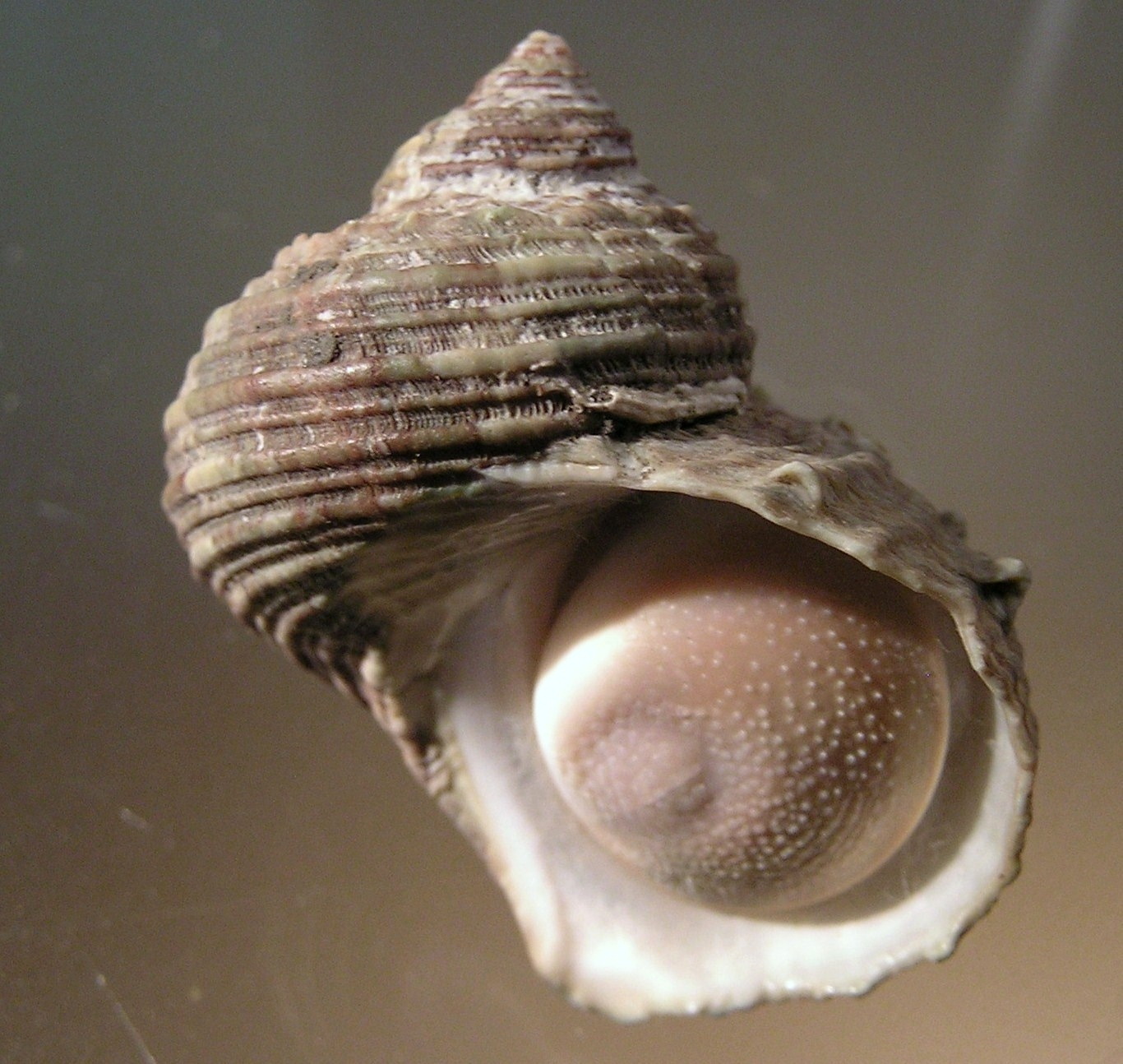
開口部
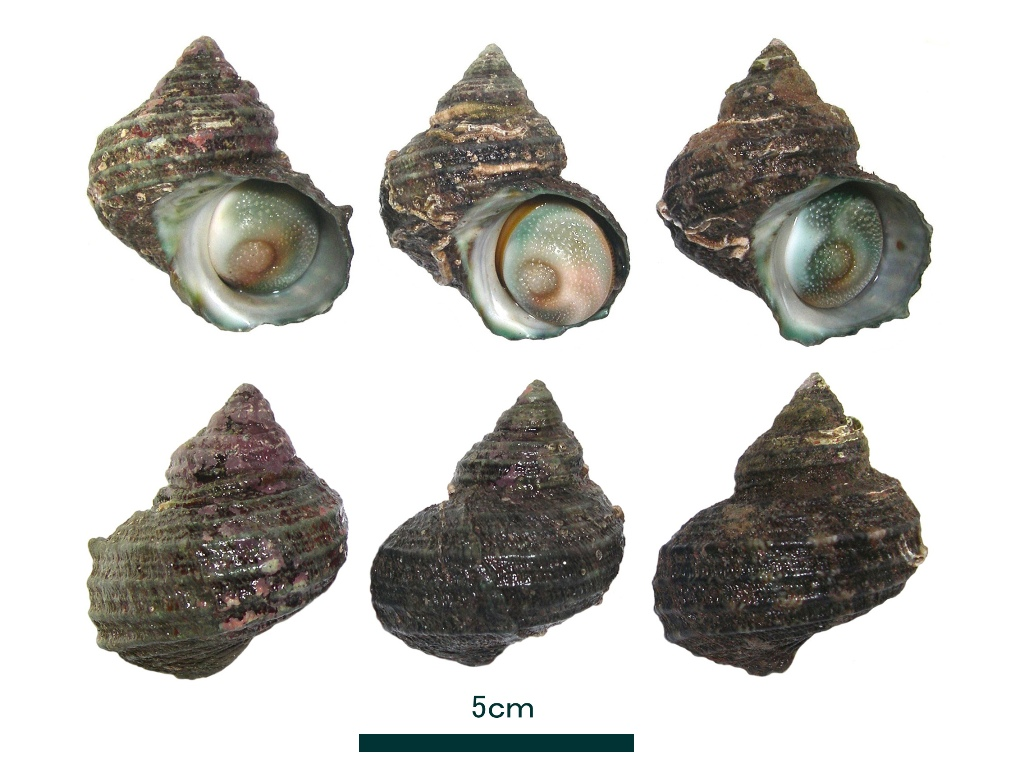
6匹の生きた個体。